# Who I Am (album Nick Jonas & the Administration)
Who I Am è l'album di debutto del gruppo musicale Nick Jonas & the Administration, progetto solista di Nick Jonas, pubblicato il 2 febbraio 2010 negli Stati Uniti.
La band ha debuttato il 2 dicembre 2009 durante il Grammy Nomination Concert eseguendo Who I Am, la canzone da cui l'album prende il nome.
Il successivo 21 dicembre sono stati annunciati i titoli dei 10 brani contenuti nell'album.

## Tracce
1. Rose Garden
2. Who I Am
3. Olive & An Arrow
4. Cospiracy Theory
5. In the End
6. Last Time Around
7. Tonight (new version)
8. State Of Emergency
9. Vesper's Goodbye
10. Stronger (Back On The Ground)

## Date di pubblicazione
| Paese       | Date             |
| ----------- | ---------------- |
| Stati Uniti | 2 febbraio 2010  |
| Messico     | 19 gennaio 2010  |
| Regno Unito | 1º febbraio 2010 |
| Spagna      | 9 febbraio 2010  |
| Polonia     | 29 gennaio 2010  |
| Australia   | 12 febbraio 2010 |
| Europa      | 19 febbraio 2010 |